# Добри-Дол (Кюстендилская область)
Добри-Дол (болг. Добри дол) — село в Болгарии. Находится в Кюстендилской области, входит в общину Трекляно.
Население составляет 48 человек.

## Политическая ситуация
Добри-Дол подчиняется непосредственно общине и не имеет своего кмета.
Кмет (мэр) общины Трекляно — Камен Стойнев Арсов (Болгарская социалистическая партия (БСП)) по результатам выборов.